# Trodijelni živac
Trograni ili trigeminalni živac (lat. nervus trigeminus) je mješoviti moždani živac, koji inervira žvačne mišiće, mišiće (prednji trbuh dvotrbušnog, milohioidni, mišić zatezač mekog nepca i mišić zatezač bubnjića), dok njegov senzitivni dio inervira kožu lica i prednjeg dijela glave, sluznicu nosne šupljine, usne šupljine i prednje 2/3 jezika, zube,  spojnicu, neke dijelove očne jabučice i neke delove tvrde moždane opne. Ovim granama se priključuju simpatička i parasimpatička živčana vlakna koja potječu iz facijalnog i jezično-ždrijelnog živca, a koja inerviraju različite organe.
Kranijalne jezgre trigeminalnog živca su senzorička trigeminalna jezgra (nuclei trigemini) i posebna trigeminalna motorička jezgra (nucleus motorius nervi trigemini).
Trigeminalni živac izlazi iz moždanog stabla na granici prednje i bočne strane mosta pomoću dva korijena: motornog, te senzitivnog (kome je pridodat i trigeminalni ganglij). Oba korijena su međusobno priljubljena i pružaju se koso prema gore, lateralno i naprijed, te ulaze u trigeminalnu jamu, nakon što prijeđu preko gornjeg ruba petroznog dijela sljepoočne kosti, i ulaze u trigeminalni (Gaserov) ganglij.
Od donjeg prednjeg dijela ganglija polaze završne grane trigeminusa: oftalmički, gornjočeljusni i donjočeljusni živac, a svakom od tih grana je pridodat po još jedan ili dva vegetativna ganglija.

## Oftalmički živac
Oftalmični živac je senzitivna završna grana trigeminusa, koja inervira kožu gornjeg očnog kapka i čela, sluznicu gornjeg i prednjeg dijela nosne šupljine, spojnicu, fibroznu i vaskularnu ovojnicu oka, te dijelove tvrde moždane ovojnice. Njemu se pridružuju i simpatička vlakna, koja odlaze u cilijarni ganglij.
Završne grane ovog živca su: suzni, čeoni i nazocilijarni živac.

## Maksilarni živac
Gornjočeljusni ili maksilarni živac je također senzitivna završna grana trigeminusa, ali mu se priključuju i vegetativna živčana vlakna koja odlaze u krilastonepčani ganglij. Živac inerviše kožu srednjeg dijela lica, sluznicu zadnjeg i donjeg dela nosne šupljine, tvrdog i mekog nepca, zube i desni u gornjoj čeljusti i središnji dio tvrde moždane ovojnice. Osim toga, preko ganglija on regulira rad suzne, nosnih i nepčanih žlijezda.
Završne grane gornjočeljusnog živca su: zigomatični (jagodični živac), pterigopalatalni (krilastonepčani živci), stražnje-gornje zubne grane i infraorbitalni živac.

## Mandibularni živac
Donjočeljusni ili mandibularni živac je mješovita i najjača završna grana trigeminusa. On inervira žvačne i iz njih izvedene mišiće, kožu donjeg dijela lica, sljepoočne regije i vanjskog slušnog kanala, sluznicu obraza, donje usne, podjezičnog predjela i prednje trećine jezika, zube i desni donje čeljusti i dio tvrde moždane ovojnice. Osim toga, mandibularni živac regulira rad parotidne, podčeljusne i podjezične žlezde i prenosi čulo ukusa iz jezika.
Završne grane živca su prednja i stražnja. Od prednje grane se odvajaju: duboki sljepoočni živci, obrazni i maseterični živac, dok se od stražnje grane odvajaju: unutrašnji krilasti živac, živac zatezač mekog nepca, živac zatezač bubne opne, ušno-slijepoočni živac, donji zubni živac i jezični živac.
Gangliji pridodati ovom živcu su: otički i podčeljusni ganglij.

### Veza sa sluhom
Zbog toga što ovaj živac dijelom prolazi kroz dorzalni kohlearni nukleus, koji je prvi centar u mozgu koji je veza pužnice (kohlee) i slušnog korteksa, iritacija ovog živca, u kombinaciji s određenim gubitkom sluha, najčešće kohlearnom sinaptopatijom, može dovesti do tinitusa. Takav tinitus se obično naziva somatski ili somatosenzorni tinitus.

## Uzroci iritacije trigeminusa
Iritaciju ovog živca mogu uzrokovati različita stanja. Među najčešće se ubrajaju temporomandibularni poremećaj, hiperkranijalna hipertenzija i razne povrede glave i vrata. 
Iritacija ovog živca može se, iako rijetko, javiti i kao rezultat dentalne procedure (npr. vađenje umnjaka) što u težim slučajevima može dovesti i do oštećenja trigeminusa, odnosno do trigeminalne neuralgije (fra. tic douloureux).

### Liječenje
Ova se stanja liječe ovisno o uzroku. 
Najčešće se radi o protuupalnim lijekovima, lijekovima protiv boli, antikonvulzivima, antidepresivima, mišićnim relaksansima (baklofen, ciklobenzaprin), okluzalnom udlagom, fizikalnom terapijom, elektroterapijom i smanjivanjem stresa, odnosno psihoterapija i tehnike opuštanja.
U slučaju trigeminalne neuralgije najčešće se koriste antikolvuzivi, najčešće karbamazepin, gabapentin, a u novije vrijeme i pregabalin.